# Vaya Con Dios
Vaya Con Dios ist eine belgische Band um die Sängerin und Musikerin Dani Klein, die 1986 gegründet wurde. Mit Songs wie Don’t Cry for Louie, Puerto Rico, What’s a Woman, Nah Neh Nah und Heading for a Fall hatte sie Ende der 1980er, Anfang der 1990er Jahre internationalen Erfolg. Der spanische Name Vaya Con Dios bedeutet „Geh mit Gott“.

## Bandgeschichte
Die drei Gründungsmitglieder von Vaya Con Dios hatten bereits in anderen Formationen musikalische Erfahrung gesammelt. Dani Klein hatte als Teenager in Brüsseler Diskotheken die Musik von Aretha Franklin und Otis Redding kennengelernt und interessierte sich fortan für Soul-Musik. Nach ersten Bühnenerfahrungen an der Seite der belgischen Chansonsängerin Maurane, als Backgroundsängerin der Band Catalog of Cool und als Produzentin (u. a. für die belgische Band Blue Blot) war sie zeitweilig Mitglied von Arbeid Adelt!, einer Formation, die mit einer Mischung aus Electronic und New Wave überregionalen Erfolg hatte. Hier lernte sie den Gitarristen Willy Lambregt kennen, der zuvor bei den Scabs gespielt hatte – einer Gruppe, die als die belgische Version von The Clash bezeichnet wurde. Drittes Gründungsmitglied war der Kontrabassist Dirk Schoufs, der zuvor in der Rockabilly-Band The Wild Ones gespielt hatte. Beeinflusst von ihrer gemeinsamen Vorliebe für Gypsy Folk, Jazz und Oper gründeten Dani Klein, Schoufs und Lampregt 1986 eine neue Band – Vaya Con Dios. Der Gruppenname war eine Reminiszenz an den gleichnamigen Song der US-amerikanischen Swing- und Jazzsängerin Julie London aus dem Jahr 1953.
Nach ersten Erfolgen (unter anderem Auszeichnung beim Baccara Cup 1987) erschien im Oktober 1988 das erste Album, Vaya Con Dios, an dem auch der Gitarrist Nono García beteiligt war. Zum Plattenvertrag kam es, nachdem Dani Klein und Schoufs Demoaufnahmen mit von Schoufs geschriebenen Songs eingereicht hatten. Die Single-Auskopplung Just a Friend of Mine zeigte eine Mischung aus Chanson, Blues, Folk, Jazz und intimer Bar-Atmosphäre sowie den Einfluss spanischer Rhythmen und verkaufte sich über 300.000 Mal, was auch das Debüt-Album zum Bestseller werden ließ. Weitere Single-Auskoppelungen waren Don’t Cry for Louie, Puerto Rico und Johnny. Kommerziell kam die Musik der Band gut an – vor allem in den Benelux-Ländern, Skandinavien, Deutschland und Frankreich. Der aus Latin, Soul, Blues, Gypsy Music, Flamenco, Chanson, Jazz und Swing-Elementen bestehende Sound der Gruppe wurde von Musikkritikern als ungewöhnlich und demzufolge schwer einzuordnen eingestuft. In der Band führte der Erfolg zu Auseinandersetzungen. Lambregt konstatierte rückblickend eine persönliche Zwickmühle zwischen schnellem Ruhm und Geld einerseits und dem von ihm favorisierten Rock ’n’ Roll andererseits. 1990 verließ er Vaya Con Dios und kehrte zu seiner alten Band, den Scabs, zurück. Ersetzt wurde er durch den Gitarristen Jean-Michel Gielen, der bereits beim Einspielen der ersten Platte beteiligt gewesen war. Sowohl die erste als auch die folgenden Veröffentlichungen wurden unter Einbeziehung von Sessionmusikern eingespielt.
Mit ihrer zweiten Veröffentlichung Night Owls, erschienen 1990, gelang es der Band, ihre Erfolgsgeschichte fortzusetzen. Das Album enthielt die beiden größten Singleerfolge What’s a Woman, womit Vaya Con Dios auch in die deutschen Charts kam, und das im Gypsy-Stil gehaltene Nah Neh Nah (Musik: D. Schoufs und Dani Klein, Text: Dani Klein und U. Balfe) mit einem in Django-Reinhardt-Manier (unter Verwendung chromatischer target notes) und Gitarre vom Maccaferri-Typ gespielten Gitarrensolo. Im Herbst 1990 waren die Konzerte ihrer erfolgreichen Deutschland-Tournee ausverkauft. Nachdem er sich von seiner Freundin Dani Klein getrennt hatte, verließ Dirk Schoufs die Band 1991. Im September 1992 erschien das vergleichsweise substanzlose Album Time Flies, das im Gegensatz zum vorherigen Album einen starken Blueseinfluss zeigt. Die Platte wurde allein von Dani Klein produziert, wodurch die Band zur One Woman Show geworden war. Bekanntester Hit war Heading for a Fall. Der Track wurde oft im MTV-Programm gespielt, konnte allerdings nicht an die Erfolge anderer Singles anknüpfen.
1993 tourten Dani Klein und ihre Band erfolgreich um die Welt. Das vierte Album, Roots And Wings, wurde in den Muscle Shoals-Studios im US-Bundesstaat Alabama aufgenommen und erschien im Jahr 1995. Verglichen mit den Vorgängeralben war es noch stärker Soul-geprägt; hinzu kamen Elemente arabischer und indischer Musik. Der Bläserset des Muscle-Shoals-Studios begleitete Vaya Con Dios auch auf der Europa-Tournee 1996, ebenso Dani Kleins Sohn Simon Schoovaerts, der während der Tournee Keyboards spielte. Die Europatour wurde von Dani Klein schließlich frühzeitig abgebrochen, da sie sich ausgebrannt fühlte und ihr der gigantische Aufwand nicht mehr geheuer war. Rückblickend meinte sie, Vaya Con Dios seien im Lauf der Jahre zu einer Maschine geworden, die irgendwie am Laufen gehalten werden musste. Organisatorisch wie menschlich sei es schwer gewesen, Touren mit Musikern zu absolvieren, die sie nur eine begrenzte Zeit im Jahr sehe. Um wieder zu sich selbst zu finden, zog sich Dani Klein für mehrere Jahre aus dem Showbusiness zurück. Im Jahre 1996 erschien der Sampler The Best of Vaya Con Dios, zwei Jahre später eine weitere Best-Of-Zusammenstellung mit dem Namen What’s a Woman. The Blue Sides of Vaya Con Dios. Im Jahr 2000 brachte Zounds / Lotus Records eine dritte Kompilation mit dem Titel Heading for a Fall – Best auf den Markt. Dani Klein meldete sich zwischenzeitlich mit Purple Prose zurück, einem aus Brüsseler Freunden zusammengestellten Studio-Projekt. Die gleichnamige Veröffentlichung aus dem Jahr 1999 enthielt ruhigere, chansonhafte Titel in Englisch, Französisch, Spanisch und Deutsch – darunter auch Es wird schon wieder gehen, eine mit deutschem Text versehene Version des von Niki Reiser komponierten Vaya-Con-Dios-Stücks What Will Come of This aus dem Soundtrack zu dem Film Das Trio von Hermine Huntgeburth.
2004 erschien ein neues Studio-Album von Vaya Con Dios. Ebenso wie Purple Prose wartete auch The Promise mit stark chansongeprägten Stücken in mehreren Sprachen auf. Als nunmehr vierte Best-Of-Zusammenstellung erschien im Jahr 2006 die Doppel-CD The Ultimate Collection. Neben den erfolgreichsten Hits enthielt sie auch zwei neue Lieder sowie eine Konzert-DVD. Im Dezember 2009 brachten Vaya Con Dios ihr sechstes Studio-Album heraus – Comme on est venue …. Das Album wurde in den Brüsseler Igloo-Studios aufgenommen und entstand in Zusammenarbeit mit der belgischen Jazz-Koryphäe Toots Thielemans sowie dem Jazzgitarristen Philip Catherine. Produzent war Dani Kleins Sohn Simon Schoovaerts. Zwei der Songs waren Cover-Versionen von Stücken des französischen Chansonniers Léo Ferré. Anders als bei den vorherigen Alben waren auch die Texte komplett in Französisch. Dani Klein begründete dies mit ihren Vorlieben für französischsprachige Chansonkünstler wie Jacques Brel, Georges Brassens sowie Barbara und konstatierte, dass sie mit dieser Platte zu ihren Wurzeln zurückkehre. 2009 und 2010 absolvierten Vaya Con Dios weltweit Auftritte – unter anderem in Istanbul, Helsinki, Beirut, Jerusalem, Montreal und St. Petersburg. Stärker als bislang war die neue Bühnenshow mit theatralischen Elementen im Varieté-Stil angereichert.
Kommerziell gesehen verlief die Karriere von Vaya Con Dios recht erfolgreich. Bis 1997 wurden 7 Millionen Alben und 3 Millionen Singles verkauft. Mehrere Stücke wurden im Lauf der Jahre von anderen Künstlern gecovert: Just a Friend of Mine von der britischen Jazz- und Blues-Sängerin Mary Coughlan, Don’t Cry for Louie von der schwedischen Jazzsängerin Suss von Ahn, Nah Neh Nah unter anderem von der Electroswing-Band The Drapers, der deutschen Gruppe Keimzeit, dem niederländischen Entertainer Grad Damen und der ungarischen Sängerin Szandi. Abgemixt und im Eurodance-Stil neukompiliert wurde Nah Neh Nah in drei weiteren Versionen aus dem Jahr 2010: von Rico Bernasconi, dem Produzenten-Duo Milk & Sugar sowie Yolanda Be Cool in Kooperation mit dem Produzenten DCUP unter dem Titel Gypsy Moves und dem Interpretennamen Vanity. Die Neuversion von Milk & Sugar vs. Vaya Con Dios schaffte es im Februar 2011 in die deutschen Top Ten – damit ist die Neuversion erfolgreicher als die Originalversion aus dem Jahre 1990.

## Stil und Medienresonanz
Der musikalische Stil von Vaya Con Dios – ein Mix aus Latin-, Gypsy-Jazz-, Swing-, Blues- und Soul-Elementen – galt Ende der 1980er-Jahre als recht ungewöhnlich. Am ehesten vergleichen ließ sich die Musik der Gruppe mit britischen Blue-Eyed-Soul- und Neoswing-Musikern wie Sade oder Matt Bianco. Die Fachpresse wertete vor allem die ersten beiden Veröffentlichungen recht positiv. Der Radio-Moderator Frank Laufenberg etwa schrieb in seinem Hit-Lexikon des Rock und Pop, dass das zweite Album so klang, „als wäre es in der heißen Sonne Spaniens eingespielt worden“. Trotzdem hatte die Gruppe im Verlauf ihrer Karriere mit einigen Akzeptanzproblemen zu kämpfen. Anders als ähnlich erfolgreiche Bands werden Vaya Con Dios in den beiden führenden deutschsprachigen Rock-Lexika (Rowohlt und S. Fischer Verlag) nicht aufgeführt. Spiegel Online mutmaßte in einer Geschichte über belgische Bands, dass die belgische Musikszene in Deutschland generell wenig beachtet werde.
Obwohl der kommerzielle Erfolg der beiden letzten Alben deutlich gegenüber dem der Anfangszeit der Band zurückfällt, gilt Sängerin Dani Klein nach wie vor als prägnante, unverwechselbare Stimme im westeuropäischen Soul- und Chanson-Genre. Die Lifestyle-Website Famous People beschrieb ihre musikalische Stellung mit den Worten: „Nicht zu Unrecht wird sie wegen ihrer ausgeprägten und gefühlvollen Stimme häufig mit den großen Soul-Vokalistinnen der sechziger und siebziger Jahre verglichen.“ Das niederländische Web-Zine Musiczine.nl zeigte sich insbesondere von den Chanson-Tönen auf Come est on venue … begeistert: „Die mehrsprachige Dani Klein, heute 55, ließ sich für das neue Album vom französischen Chanson inspirieren. Es kombiniert Piaf, Brel und Gainsbourg und enthält eine musikalische Mischung aus Pop, Soul und Jazz.“ Der Autor verglich Dani Klein mit der ebenfalls bilingual arbeitenden belgischen Rockmusikerin Jo Lemaire und schloss seine Betrachtung mit der Ansicht, sowohl Dani Klein als auch Jo Lemaire seien ob dieser Mehrsprachigkeit ideale Botschafterinnen ihres Landes.
Aufmerksamkeit seitens der Medien erhielten Dani Klein und ihre Band auch aufgrund ihres gesellschaftspolitischen Engagements für Roma, illegale Einwanderer sowie gegen separatistische Bestrebungen in den belgischen Landesteilen Flandern und Wallonien. Anlässlich des Internationalen Tags der Roma trat die Band am 8. April 2008 vor dem Europäischen Parlament in Straßburg auf. In einem Statement zur Veranstaltung forderte Dani Klein Verständnis und Toleranz ein für eine Minderheit, die es in Europa schwer habe. Bei Auftritten in osteuropäischen Ländern spielten Vaya Con Dios mehrmals die Roma-Hymne Djelem, djelem, welche seitens des Publikums mit Begeisterung frequentiert wurde. Über die prekäre gesellschaftliche Lage belgischer Sans papiers äußerte sich die Sängerin in Interviews ebenfalls recht kritisch. Illegale und Künstler hätten eines gemeinsam – dass sie von der herrschenden Gesellschaft nicht unbedingt sehr geschätzt würden. Ihr Engagement möchte Dani Klein allerdings rein humanitär verstanden wissen – nicht als Parteinahme für eine bestimmte politische Richtung. Angesprochen auf das in ihren Texten vermittelte Frauenbild meinte sie, Frauen brächten in Beziehungen oft eine gewisse Leidensbereitschaft ein. Zugunsten eines ungeteilten Belgien traten Vaya Con Dios am 6. Juni 2010 bei einem großen Konzert in Brüssel auf – zusammen mit rund 30 anderen Künstlern und Bands, darunter Daan, Jasper Steverlinck, Milow, Philip Catherine, Philippe Geluck, The Scabs und Sandra Kim.

## Sonstiges
- Ob Gründungsmitglied Willy Lambregt (Willy Willy) an der Produktion der ersten Vaya-Con-Dios-LP beteiligt war, ist unklar. Sein Name erscheint auf dem Album nicht. Endgültig verließ Lambregt die Band jedoch erst 1990 – also vor dem Erscheinen der zweiten Platte. Auf seiner eigenen Website führt Lambregt als Vaya-Con-Dios-Aktivität lediglich das Einspielen der Single-Auskoppelung Just a Friend of Mine auf.[18]
- Fester Bestandteil des Corporate Designs der Gruppe war in den ersten Jahren ein Logo mit einem springenden Hund. Nach den ersten beiden Platten verschwand dieses Element. Enthalten war das Vaya-Con-Dios-Logo nicht nur auf den Plattencovern, sondern auch im Intro einiger VCD-Musikclips aus jener Zeit.
- Einige B-Side-Stücke sind nicht auf der jeweiligen LP enthalten. Each Day ist die Rückseite von Puerto Rico, You Let Me Down die Rückseite von Just a Friend of Mine. Fooling around und Hot August Night sind Bestandteile der aus Roots and Wings ausgekoppelten Maxi-CD Stay with me. What Will Come of This, der Filmsong aus „Das Trio“, erschien zunächst als Maxi-CD, wenig später dann auf der Kompilation What’s a Woman. The Blue Sides of Vaya Con Dios. Die deutschsprachige Version des Songs (Es wird schon wieder gehen) war sowohl auf Purple Prose als auch auf The Promise enthalten.

## Diskografie

### Alben
| Jahr | Titel                                            | Höchstplatzierung, Gesamtwochen, AuszeichnungChartplatzierungen (Jahr, Titel, Platzierungen, Wochen, Auszeichnungen, Anmerkungen) | Höchstplatzierung, Gesamtwochen, AuszeichnungChartplatzierungen (Jahr, Titel, Platzierungen, Wochen, Auszeichnungen, Anmerkungen) | Höchstplatzierung, Gesamtwochen, AuszeichnungChartplatzierungen (Jahr, Titel, Platzierungen, Wochen, Auszeichnungen, Anmerkungen) | Höchstplatzierung, Gesamtwochen, AuszeichnungChartplatzierungen (Jahr, Titel, Platzierungen, Wochen, Auszeichnungen, Anmerkungen) | Höchstplatzierung, Gesamtwochen, AuszeichnungChartplatzierungen (Jahr, Titel, Platzierungen, Wochen, Auszeichnungen, Anmerkungen) | Höchstplatzierung, Gesamtwochen, AuszeichnungChartplatzierungen (Jahr, Titel, Platzierungen, Wochen, Auszeichnungen, Anmerkungen) | Anmerkungen                                                          |
| Jahr | Titel                                            | DE | AT | CH | BEF | BEW | NL | Anmerkungen                                                          |
| ---- | ------------------------------------------------ | --- | --- | --- | --- | --- | --- | -------------------------------------------------------------------- |
| 1988 | Vaya Con Dios                                    | DE49 (6 Wo.)DE | AT10 (14 Wo.)AT | CH24 Platin · (4 Wo.)CH | — | — | NL75 (4 Wo.)NL | Erstveröffentlichung: 17. Oktober 1988 Charteinstieg in NL erst 1991 |
| 1990 | Night Owls                                       | DE6 Platin · (68 Wo.)DE | AT4 Platin · (28 Wo.)AT | CH1 ×3Dreifachplatin · (56 Wo.)CH                                                                                                 | BEF— PlatinBEF | — | NL5 Platin · (49 Wo.)NL | Erstveröffentlichung: 25. April 1990                                 |
| 1992 | Time Flies                                       | DE9 Platin · (37 Wo.)DE | AT4 Gold · (21 Wo.)AT | CH1 ×3Dreifachplatin · (35 Wo.)CH                                                                                                 | — | — | NL1 Platin · (34 Wo.)NL |                                                                      |
| 1995 | Roots and Wings                                  | DE33 (9 Wo.)DE | AT11 (16 Wo.)AT | CH3 Gold · (16 Wo.)CH | BEF1 (24 Wo.)BEF | BEW2 Platin · (17 Wo.)BEW | NL10 Gold · (29 Wo.)NL | Erstveröffentlichung: 13. Dezember 1995                              |
| 1996 | The Best Of                                      | DE21 (11 Wo.)DE | AT15 (11 Wo.)AT | CH19 Gold · (13 Wo.)CH | BEF3 (20 Wo.)BEF | BEW3 Platin · (22 Wo.)BEW | NL20 (18 Wo.)NL | Erstveröffentlichung: 1. Oktober 1996                                |
| 1998 | What’s a Woman – The Blue Sides of Vaya Con Dios | — | — | — | BEF8 (15 Wo.)BEF | BEW22 (15 Wo.)BEW | — | Erstveröffentlichung: 10. November 1998                              |
| 1999 | Purple Prose                                     | — | — | — | BEF39 (4 Wo.)BEF | BEW43 (4 Wo.)BEW | — | mit Purple Prose                                                     |
| 2004 | The Promise                                      | — | — | CH67 (2 Wo.)CH | BEF12 (19 Wo.)BEF | BEW73 (7 Wo.)BEW | NL96 (1 Wo.)NL | Erstveröffentlichung: 25. Oktober 2004                               |
| 2006 | The Ultimate Collection                          | — | — | CH52 (2 Wo.)CH | BEF5 (27 Wo.)BEF | BEW9 Platin · (26 Wo.)BEW | — | Erstveröffentlichung: 26. Dezember 2006                              |
| 2009 | Comme on est venu …                              | — | — | — | BEF7 (41 Wo.)BEF | BEW4 Gold · (46 Wo.)BEW | — | Erstveröffentlichung: Oktober 2009                                   |
| 2014 | Thank You All!                                   | — | — | — | BEF3 (43 Wo.)BEF | BEW15 Platin · (41 Wo.)BEW | NL80 (1 Wo.)NL | Erstveröffentlichung: 2. Dezember 2014                               |
| 2023 | Shades of Joy                                    | — | — | — | BEF6 (13 Wo.)BEF | BEW18 (8 Wo.)BEW | — | Erstveröffentlichung: 17. November 2023                              |

grau schraffiert: keine Chartdaten aus diesem Jahr verfügbar
Weitere Alben
- 2000: Heading for a Fall – Best (Zeitraum: 1988–95, Label: Zounds, alle Titel digital remastered)

### Singles
| Jahr | Titel Album                                           | Höchstplatzierung, Gesamtwochen, AuszeichnungChartplatzierungen (Jahr, Titel, Album, Platzierungen, Wochen, Auszeichnungen, Anmerkungen) | Höchstplatzierung, Gesamtwochen, AuszeichnungChartplatzierungen (Jahr, Titel, Album, Platzierungen, Wochen, Auszeichnungen, Anmerkungen) | Höchstplatzierung, Gesamtwochen, AuszeichnungChartplatzierungen (Jahr, Titel, Album, Platzierungen, Wochen, Auszeichnungen, Anmerkungen) | Höchstplatzierung, Gesamtwochen, AuszeichnungChartplatzierungen (Jahr, Titel, Album, Platzierungen, Wochen, Auszeichnungen, Anmerkungen) | Höchstplatzierung, Gesamtwochen, AuszeichnungChartplatzierungen (Jahr, Titel, Album, Platzierungen, Wochen, Auszeichnungen, Anmerkungen) | Höchstplatzierung, Gesamtwochen, AuszeichnungChartplatzierungen (Jahr, Titel, Album, Platzierungen, Wochen, Auszeichnungen, Anmerkungen) | Höchstplatzierung, Gesamtwochen, AuszeichnungChartplatzierungen (Jahr, Titel, Album, Platzierungen, Wochen, Auszeichnungen, Anmerkungen) | Anmerkungen                                              | [↑]: gemeinsam behandelt mit vorhergehendem Eintrag; [←]: in beiden Charts platziert |
| Jahr | Titel Album                                           | DE | AT | CH | UK | BEF | BEW | NL | Anmerkungen                                              |                                                                                      |
| ---- | ----------------------------------------------------- | --- | --- | --- | --- | --- | --- | --- | -------------------------------------------------------- | ------------------------------------------------------------------------------------ |
| 1987 | Just a Friend of Mine Vaya Con Dios                   | — | — | — | — | BEF17 (4 Wo.)BEF [BEW: ←] | BEF17 (4 Wo.)BEF [BEW: ←] | — |                                                          |                                                                                      |
| 1988 | Puerto Rico Vaya Con Dios                             | — | AT7 (8 Wo.)AT | — | — | BEF15 (14 Wo.)BEF [BEW: ←] | BEF15 (14 Wo.)BEF [BEW: ←] | — |                                                          |                                                                                      |
| 1988 | Don’t Cry for Louie Vaya Con Dios                     | — | AT16 (2 Wo.)AT | — | — | BEF27 (4 Wo.)BEF [BEW: ←] | BEF27 (4 Wo.)BEF [BEW: ←] | — |                                                          |                                                                                      |
| 1989 | Johnny Vaya Con Dios                                  | — | — | — | — | BEF40 (1 Wo.)BEF [BEW: ←] | BEF40 (1 Wo.)BEF [BEW: ←] | — |                                                          |                                                                                      |
| 1990 | What’s a Woman Night Owls                             | DE11 (33 Wo.)DE | AT7 Gold · (25 Wo.)AT | CH6 (27 Wo.)CH | — | BEF1 Platin · (19 Wo.)BEF [BEW: ←] | BEF1 Platin · (19 Wo.)BEF [BEW: ←] | NL1 Gold · (15 Wo.)NL |                                                          |                                                                                      |
| 1990 | Nah Neh Nah Night Owls                                | DE16 (32 Wo.)DE | AT25 (5 Wo.)AT | CH21 (5 Wo.)CH | — | BEF7 (14 Wo.)BEF [BEW: ←] | BEF7 (14 Wo.)BEF [BEW: ←] | NL3 (12 Wo.)NL |                                                          |                                                                                      |
| 1990 | Night Owls                                            | DE53 (10 Wo.)DE | — | — | — | BEF42 (4 Wo.)BEF [BEW: ←] | BEF42 (4 Wo.)BEF [BEW: ←] | — |                                                          |                                                                                      |
| 1992 | Heading for a Fall Time Flies                         | DE29 (21 Wo.)DE | AT10 (15 Wo.)AT | CH5 (21 Wo.)CH | — | BEF1 (15 Wo.)BEF [BEW: ←] | BEF1 (15 Wo.)BEF [BEW: ←] | NL7 (13 Wo.)NL | Erstveröffentlichung: September 1992                     |                                                                                      |
| 1992 | Time Flies                                            | DE79 (5 Wo.)DE | AT19 (1 Wo.)AT | CH30 (6 Wo.)CH | — | BEF8 (11 Wo.)BEF [BEW: ←] | BEF8 (11 Wo.)BEF [BEW: ←] | — | Erstveröffentlichung: Dezember 1992                      |                                                                                      |
| 1993 | So Long Ago Time Flies                                | DE67 (7 Wo.)DE | — | — | — | BEF33 (4 Wo.)BEF [BEW: ←] | BEF33 (4 Wo.)BEF [BEW: ←] | — |                                                          |                                                                                      |
| 1995 | Don’t Break My Heart Roots and Wings                  | — | — | — | — | BEF6 (15 Wo.)BEF | BEW8 (10 Wo.)BEW | NL33 (4 Wo.)NL | Erstveröffentlichung: 1. September 1995                  |                                                                                      |
| 1996 | Stay with Me Roots and Wings                          | — | — | — | — | BEF46 (3 Wo.)BEF | — | — |                                                          |                                                                                      |
| 2009 | Les voiliers sauvages de nos vies Comme on est venu … | — | — | — | — | — | BEW34 (1 Wo.)BEW | — | Erstveröffentlichung: 4. September 2009                  |                                                                                      |
| 2010 | Hey (Nah Neh Nah) The Album                           | DE7 Gold · (29 Wo.)DE | AT6 Gold · (25 Wo.)AT | CH4 (23 Wo.)CH | UK94 (1 Wo.)UK | BEF10 (9 Wo.)BEF | BEW46 (1 Wo.)BEW | NL4 (13 Wo.)NL | Erstveröffentlichung: 20. Dezember 2010 mit Milk & Sugar |                                                                                      |

Weitere Singles
- 1993: For You
- 1996: Lonely Feeling
- 1998: What Will Come of This
- 1999: Who Wants to Be Lonely (mit Purple Prose)
- 1999: Dirty Gold (mit Purple Prose)
- 2004: No One Can Make You Stay
- 2005: The Promise
- 2010: Nah Neh Nah (Rico Bernasconi vs. Vaya Con Dios)

## Auszeichnungen für Musikverkäufe
| Silberne Schallplatte - Frankreich - 1988: für die Single Just a Friend of Mine - Griechenland - 1989: für das Album Vaya Con Dios Goldene Schallplatte - Finnland - 1990: für das Album Night Owls - Frankreich - 1990: für das Album Night Owls - 1999: für das Album The Best Of - Norwegen - 1996: für das Album Roots and Wings - 1997: für das Album The Best Of - Polen - 2010: für das Album Comme on est venu … - Schweden - 1990: für das Album Night Owls - 1992: für das Album Time Flies | Platin-Schallplatte - Europa - 1991: für das Album Night Owls - 1999: für das Album The Best Of - Finnland - 1989: für das Album Vaya Con Dios - Norwegen - 1994: für das Album Time Flies - Polen - 2001: für das Album The Best Of 2× Platin-Schallplatte - Schweden - 1997: für das Album The Best Of |

Anmerkung: Auszeichnungen in Ländern aus den Charttabellen bzw. Chartboxen sind in ebendiesen zu finden.
| Land/RegionAuszeichnungen für Musikverkäufe (Land/Region, Auszeichnungen, Verkäufe, Quellen) | Silber     | Gold       | Platin       | Verkäufe    | Quellen                                                    |
| -------------------------------------------------------------------------------------------- | ---------- | ---------- | ------------ | ----------- | ---------------------------------------------------------- |
| Belgien (BRMA)                                                                               | —          | Gold1      | 6× Platin6   | 290.000     | ultratop.be                                                |
| Deutschland (BVMI)                                                                           | —          | Gold1      | 2× Platin2   | 1.150.000   | musikindustrie.de                                          |
| Europa (IFPI)                                                                                | —          | —          | 2× Platin2   | (2.000.000) | ifpi.org                                                   |
| Finnland (IFPI)                                                                              | —          | Gold1      | Platin1      | 94.668      | ifpi.fi                                                    |
| Frankreich (SNEP)                                                                            | Silber1    | 2× Gold2   | —            | 450.000     | infodisc.fr                                                |
| Griechenland (IFPI)                                                                          | Silber1    | —          | —            | 30.000      | Einzelnachweise                                            |
| Niederlande (NVPI)                                                                           | —          | 2× Gold2   | 2× Platin2   | 325.000     | nvpi.nl                                                    |
| Norwegen (IFPI)                                                                              | —          | 2× Gold2   | Platin1      | 100.000     | ifpi.no (Memento vom 5. November 2012 im Internet Archive) |
| Österreich (IFPI)                                                                            | —          | 3× Gold3   | Platin1      | 125.000     | ifpi.at                                                    |
| Polen (ZPAV)                                                                                 | —          | Gold1      | Platin1      | 110.000     | olis.pl                                                    |
| Schweden (IFPI)                                                                              | —          | 2× Gold2   | 2× Platin2   | 260.000     | sverigetopplistan.se                                       |
| Schweiz (IFPI)                                                                               | —          | 2× Gold2   | 7× Platin7   | 400.000     | hitparade.ch                                               |
| Insgesamt                                                                                    | 2× Silber2 | 17× Gold17 | 25× Platin25 |             |                                                            |